# Hendrik Schwolow
Hendrik Schwolow, vollständiger Name Hendrik Joachim Schwolow (* 15. Juli 1961 in Bremen) ist ein deutscher Trompeter, Dirigent, Bandleader, Sänger, Arrangeur und Dozent.

## Leben und Wirken
Hendrik Schwolow lernte als Kind Trompete, absolvierte sein Musikstudium an der Hochschule für gestaltende Kunst und Bremer Konservatorium (heute Hochschule für Künste Bremen). Er arbeitet insbesondere in den Bereichen Jazz, Big Band, Gesang und Unterhaltungsmusik und tritt ebenso mit Werken des musikalischen Barock und der Klassik auf.
Radio Bremen holte ihn 1978 als Trompeter und Flügelhornist ins Norddeutsche Blasorchester und in die Big Band Bremer Stadtmusikanten. von 1981 bis 2012 war er Trompeter im Orchester Frank Valdor, beim Circus Roncalli war er von 1982 bis 1984 (und 1987) Erster Trompeter und Solotrompeter, Arrangeur und musikalischer Leiter. Als Arrangeur hat Schwolow u. a. Musik für Circus Roncalli und Radio Bremen geschrieben, zum Beispiel für den Auftritt von Heinz Rühmann mit dem Titel  „Der Clown“.  Auch gehörte er zur Charly Schreckschuss Band. Schwolow arbeitete 1985 bei RIAS in Berlin, beim Sherry Bertram Music Entertainment, in den Tonstudios (Hansa Studios) und Konzertsälen in Berlin. Danach verlegte er wegen der Festanstellung bei Stella AG seinen Wohnsitz nach Hamburg, wo er unter anderem bei der Deutschen Original-Aufnahme des Musicals Cats aus dem Hamburger Operettenhaus mitwirkte. Er war von 1988 bis 1992 Lead-Trompeter bzw. Solo-Trompeter in der Herb Geller Yamaha Musicstation Big Band in Hamburg. Zusammen mit Geller orchestrierte er das Musical The Magician of the Mirrors, aus dem einige Titel in den digitalen Medien veröffentlicht wurden. Auch leitete er diverse Orchester in Bayern und Hamburg und spielte mit zahlreichen Bigbands, Blasorchestern und Sinfonieorchestern und begleitete zahlreiche deutsche Schlagersänger und internationale Künstler als Trompeter.
2002 verlegte  er seinen Wohnsitz nach Garmisch-Partenkirchen, wo er als Erster Trompeter der Big Band Garmisch-Partenkirchen mit Verpflichtung als Zweiter Trompeter im Symphonieorchester Garmisch-Partenkirchen, Erster Flügelhornist und Erster Trompeter auf dem Münchner Oktoberfest von 2003 bis 2007 wirkte. Seit 2010 arbeitet er als selbständiger Trompeter, Orchesterleiter, Musikproduzent und Dozent. Mehrfach konzertierte er in der Hamburger Laeiszhalle, zum Beispiel mit Klavierbegleitung mit Werken von Johann Sebastian Bach, George Gershwin und Astor Piazzolla oder mit seiner Big Band.
Schwolow veröffentlichte auf CD und in den digitalen Medien unter anderem Bachs 2. Brandenburgische Konzert, Gershwins Rhapsody in Blue in einer Version für Trompete und Orchester bzw. Klavier, den Titel Con te partirò bzw.Time to say Goodbye in einer Live-Rundfunkübertragung von Radio Bremen aus der Stadthalle Bremerhaven. Mit seinem Delicious Big Brass Cracker Band Orchestra und seiner Big Band veröffentlichte er mehrere CDs, Remakes der Musik der Trompeter Maynard Ferguson und Harry James und des Schlagzeugers Buddy Rich. Tom Garling Compositions, Big Band Jazz und Swinging Big Band Jazz from the Maynard Ferguson Repertoire und (2019) mit Songs von Frank Sinatra, den Beatles, John Lennon, Shirley Bassey und Diane Schuur mit deutschen Texten, geschrieben und gesungen von Christian von Richthofen. Der Deutsche Jazz-Trompeter Till Brönner stieg spontan als Solist bei einem seiner Big-Band-Konzerte ein.

## Diskografie (Auswahl)
- Charly Schreckschuss Band: Verrückt nach Dir. Mit u. a. Hendrik Schwolow, Trompete (MMG; 1983)
- Andrew Lloyd Webber: Cats. Deutsche Gesamtaufnahme aus dem Hamburger Operettenhaus. Mit u. a. Hendrik Schwolow, Dirigent des Orchesters: John Baer (Polydor; 1986)